# Akbar Shah Khan Najibabadi
Ne doit pas être confondu avec Néjib Abada.
Maulana Akbar Shah Khan Najibabadi (aussi orthographié Najeebabadi), né 1875 à Najibabad (Inde) et mort le 10 mai 1938, est un historien musulman sunnite indien, notamment connu pour être l'auteur de Tarikh-e-Islam (Histoire de l'islam) en trois volumes.

## Biographie

### Origine
Akbar Shah Khan Najibabadi est né en 1875 à Najibabad, alors en Inde britannique et aujourd'hui dans le district de Bijnor (Uttar Pradesh). Il a commencé à enseigner au collège de Najibabad en 1897 avant d'enseigner le persan au lycée de cette même ville.

### Épisode ahmadi et retour à l'islam sunnite
En 1906 et 1914, il réside à Qadian et se rapproche temporairement de la secte de l'ahmadisme. Il interagit avec Hakeem Noor-ud-Din, le successeur de Mirza Ghulam Ahmad, et écrit sa biographie intitulée Mirqat al-Yaqin fi Hayati Nur al-Din en deux volumes, dont le second demeure inachevé en raison du retour de l'auteur à l'islam sunnite. À Qadian, Najibabadi a été recteur de la Madrasa Nur al-Islam des Ahmadis pendant cinq ans. Au bout de quelques années, Najibabadi revient à l'islam sunnite à la suite de désaccords majeurs avec la secte ahmadie,.

### Auteur et éditeur
En 1916, Najibabadi lance une revue mensuelle intitulée Ibrat, à laquelle ont notamment contribué Abdul Halim Sharar, Aslam Jairajpuri ainsi que le célèbre auteur Muhammad Iqbal, qui y a publié certains de ses textes.
Najibabadi dirige la revue Zamindar pendant un an, au moment l'emprisonnement de Zafar Ali Khan. Il écrit pour également pour le journal Mansoor basé à Lahore.

#### Tarikh-e-Islam
Il rédige en 1922 son ouvrage majeur, Tarikh-e-Islam (Histoire de l'islam), composé de trois volumes en langue ourdoue, qui demeure une référence en la matière.

### Décès
Après avoir lutté contre une maladie de l'estomac depuis le mois de juin 1937, Najibabadi décède le 10 mai 1938.

## Ouvrages
Les ouvrages principaux de Najibabadi sont :
- Tarikh-e-Islam (3 volumes)
- Tarikh-e-Najibabad
- Jang-e-Angura
- Nawab Ameer Khan
- Gaay awr Uski Tarikhi Azmat
- Ved awr Uski Qudamat
- Hindou awr MusalmanoN ka ittefaq
- Aina Haqeeqat Numa[1],[4]